# Pilea obtusangula
Pilea obtusangula är en nässelväxtart som beskrevs av Ignatz Urban. Pilea obtusangula ingår i släktet pileor, och familjen nässelväxter. Inga underarter finns listade i Catalogue of Life.